# Internationaal park La Amistad
Talamanca Range-La Amistad reservaten / Nationaal park La Amistad (Spaans: Reservas de la Cordillera de Talamanca-La Amistad /Parque Nacional de la Amistad, voorheen Nationaal park La Amistad) is een natuurreservaat dat zowel in Costa Rica als in Panama ligt. Bij de begrenzing is het voorstel van UNESCO overgenomen, die het park op de werelderfgoedlijst heeft geplaatst; totaal 5770,71 km².
Het gedeelte in Costa Rica (3704,40 km², verdeeld over zeven beschermde gebieden) is ingeschreven in 1983, dat van Panama (2066,31 km²) in 1990. Het bestaat vooral uit tropisch regenwoud. Om het gebied heen ligt een 15 kilometer brede bufferzone waarin diverse boeren hun bedrijf houden. Het gebied kent een grote diversiteit.
De zeven Costa Ricaanse gebieden zijn: Parque Nacional Barbilla, Parque Nacional Chirripó, Reserva Biológica Hitoy Cerere, Parque Internacional La Amistad (CR), Zona Protectora Las Tablas, Reserva Forestal Río Macho en Parque Nacional Tapantí Macizo de la Muerte. Het Panamese gebied is: Parque Internacional La Amistad (PN).